# Cyclatemnus berlandi
Espèce
Cyclatemnus berlandi est une espèce de pseudoscorpions de la famille des Atemnidae.

## Distribution
Cette espèce est endémique du Sénégal.

## Étymologie
Cette espèce est nommée en l'honneur de Lucien Berland.

## Publication originale
- Vachon, 1938 : Voyage en A.O.F. de L. Berland et J. Millot. IV. Pseudoscorpions. Première note. Atemnidae. Bulletin de la Société Zoologique de France, vol. 63, p. 304-315.